# Raúl Reyes
Luis Édgar Devia Silva, alias Raúl Reyes, (La Plata, Huila, 30 de septiembre de 1948-Santa Rosa de Yanamaru, Ecuador, 1 de marzo de 2008) fue un guerrillero colombiano. miembro de las Fuerzas Armadas Revolucionarias de Colombia - Ejército del Pueblo (FARC-EP).
Fue parte del Secretariado de las FARC-EP, portavoz y asesor del Bloque Sur de esa organización. Murió en territorio ecuatoriano durante la Operación Fénix de las Fuerzas Militares de Colombia.
El operativo que condujo a la muerte de Reyes desencadenó una controversia internacional entre Colombia y Ecuador, principalmente, al igual que entre Colombia y Venezuela. La crisis se debió a la violación del territorio ecuatoriano.

## Biografía
Nació en La Plata (Huila). Su padre, Luis Antonio, tenía una tienda, y su madre, Aura Silva, era una profesora normalista. Reyes decía que como él, muchos de las FARC-EP eran "hijos de la violencia", no solo por haber nacido en el año en que mataron a Jorge Eliécer Gaitán, que avivó el fuego que liberales y conservadores habían encendido en el país, sino porque desde pequeño su familia fue desplazada por sus convicciones políticas.[cita requerida]
En 1949 sus padres, seguidores del Partido Liberal, recibieron amenazas. La presión llevó a que los Devia Silva emigraron a Caquetá. En Florencia nacieron la mayoría de los ocho hijos. Allí estudió el bachillerato, en el Colegio Juan Bautista Migani, de padres consolatos. Las clases las mezclaba trabajando en una droguería para ayudar al hogar.
Ingresó a la Juventud Comunista Colombiana (JUCO) a los 16 años. Posteriormente, se inició en el movimiento sindical mientras trabajaba para una planta de leche de Nestlé en Caquetá. Durante su labor sindical, se opuso a las malas condiciones laborales de los trabajadores, y se presentaron hostigamientos, seguimientos y amenazas en su contra. Luego ejerció como concejal de La Plata (Huila) en representación del Partido Comunista Colombiano, llegando a ser miembro de su Comité Central, antes de unirse a las FARC-EP.

### Militancia en las FARC-EP
Reyes viajó a Europa Oriental en la década de 1970, regresando en los años 1980. A su regreso se casó con Gloria Marín, hija del líder de las FARC-EP, Manuel Marulanda Vélez "Tirofijo". Reyes fue una de las cabezas visibles de los diálogos de paz con el gobierno de Belisario Betancur, los cuales aunque trajeron como firma de los Acuerdos de la Uribe en 1984, y acercamientos con el gobierno de Virgilio Barco se rompieron definitivamente tras la Operación Casa Verde en diciembre de 1990 en el gobierno de César Gaviria.
Reyes adquirió notoriedad pública al participar como portavoz de las FARC-EP en los diálogos de paz con el gobierno de Andrés Pastrana, entre 1999 y 2001. Durante el desarrollo de aquel proceso, Reyes viajó a Europa junto con el alto comisionado de Paz, Víctor G. Ricardo. Se habría reunido con el entonces presidente venezolano Hugo Chávez. Y con empresarios estadounidenses como Richard Grasso.
Operaba en la frontera sur de Colombia, especialmente en Putumayo, Huila, Caquetá, a lo largo de la frontera con Ecuador. La posible presencia de Reyes en territorio ecuatoriano generó en 2006 que el gobierno de Álvaro Uribe Vélez reclamara a las autoridades ecuatorianas, las cuales rechazaron la acusación.
Fue él quien dio las ideas de la llamada Ley 002 de las FARC-EP, que obligaba a empresarios y a personas del común con un patrimonio económico superior a un millón de dólares a pagarle un tributo a este grupo insurgente a cambio de no secuestrar a dicha persona.[cita requerida]
La última aparición pública de Raúl Reyes fue en un video fechado en septiembre de 2007, cuando recibió a la senadora colombiana Piedad Córdoba en su campamento, mientras ésta se desempeñaba como mediadora de paz.[cita requerida]

## Muerte
Murió en la Operación Fénix realizada por la Fuerza Pública de Colombia
 en cercanías de Santa Rosa de Sucumbíos, población ecuatoriana que limita con el departamento colombiano del Putumayo, el 1 de marzo de 2008. El ataque comenzó a las 00:25. El campamento de Raúl Reyes se encontraba en Ecuador a unos 1800 metros de la frontera con Colombia. La operación militar colombiana, llamada Fénix, contó con la participación de la Policía Nacional, el Ejército Nacional, unidades de operaciones especiales de la Infantería de Marina y de la Fuerza Aérea Según el ministro de defensa colombiano Juan Manuel Santos, su localización fue posible gracias a un informante a quien le fue pagada una millonaria recompensa, aunque inicialmente la prensa afirmó que Reyes había sido localizado gracias al uso de un teléfono satelital. Entre sus pertenencias estaban una argolla de matrimonio, y un reloj Rolex, que más tarde se estableció se trataba de una imitación sin valor, que facilitó la identificación del cadáver.
Según informó el Ministerio de Defensa de Colombia, durante el ingreso de helicópteros colombianos a la zona de los hechos se encontraron con fuego enemigo desde el campamento de las FARC-EP, y como consecuencia murió el soldado profesional Carlos Hernández León, aunque se descubrió poco después que la verdadera causa de su muerte fue un accidente provocado por la caída de un árbol. Las autoridades colombianas estiman que un total de 17 guerrilleros murieron durante la operación.
Según estimaron las autoridades ecuatorianas al revisar la escena de los hechos y los cadáveres de quince guerrilleros, los muertos vestían pijamas cuando su campamento fue bombardeado por la Fuerza Pública de Colombia utilizando "tecnología de punta", registrándose como resultado lo que calificaron de "masacre" y no un enfrentamiento o "persecución en caliente". También encontraron a tres mujeres heridas en el campamento. El informe ecuatoriano, sin embargo, presenta presuntas inconsistencias al afirmar que el campamento de las FARC-EP era temporal cuando las imágenes televisadas presentaban una estructura bien organizada con amplias cocinas, corrales y dormitorios. Reyes fue el primer miembro del Secretariado abatido por las Fuerzas Militares. El cadáver de Reyes fue reclamado por una mujer que dice ser su esposa, sus supuestos hijos, un abogado y una secta llamada "Iglesia Jesusiana", que afirma que Reyes era uno de sus seguidores. La muerte también fue repudiada por guerrillas como el Ejército Popular de Liberación, la organización ecuatoriana Grupos de Combatientes Populares, nombrándola como una agresión injustificada y un intento de "regionalizar el conflicto". Algunas guerrillas como la Segunda Marquetalia, toman a Raúl Reyes como un importante referente ideológico.

## Acusaciones
Reyes al momento de su muerte tenía 121 procesos en juzgados y fiscalías, por los delitos de homicidio, lesiones, secuestro, terrorismo. Así mismo contra Reyes existen 14 condenas. Fue acusado de planificar varios secuestros y atentados terroristas en Colombia desde 1991, que habían ocasionado la muertes de 13 policías, 18 militares, 18 secuestrados, un juez, un médico legal, tres secretarios, dos policías judiciales, la ministra de Cultura Consuelo Araújo Noguera, nueve excursionistas cerca de las faldas del volcán de Puracé, el congresista Diego Turbay Cote, de su madre, de tres de sus escoltas, de siete taxistas testigos del exterminio (hecho ocurrido el 29 de diciembre de 2000), de la muerte de monseñor Isaías Duarte Cancino, del gobernador de Antioquia Guillermo Gaviria y el exministro Gilberto Echeverri, 11 diputados de la Asamblea del Valle del Cauca, así como el secuestro del congresista Luis Eladio Pérez. También fue responsabilizado de la masacre de Bojayá, y del atentado contra el club El Nogal, donde murieron 36 personas Reyes fue acusado por el Departamento de Estado de los Estados Unidos de narcotráfico, ofrecía una recompensa de hasta 5 millones de dólares por información que condujera a su arresto. Reyes tenía circular roja de la Interpol, como otros miembros de las FARC-EP.

## En la cultura popular
Representado en la película Selva Roja (2022) por Álvaro Bayona, en una película animada sobre su muerte.